# 治田知也
治田 知也（はった ともや、1998年6月10日 - ）は、新潟県燕市出身の競輪選手、自転車競技選手。日本競輪選手会新潟支部所属、ホームバンクは弥彦競輪場。日本競輪選手養成所（以下、養成所）第121期生。師匠は加瀬加奈子（102期）。

## 来歴
新潟県立吉田高等学校、日本大学卒業。
高校時代に自転車競技のアジア自転車競技選手権の男子ジュニアチームスプリントでアンカーを務めて準優勝し、世界ジュニア選手権大会に出場。国民体育大会（国体）の少年男子1kmタイム・トライアルで大会新記録含めて3連覇を達成。
2021年1月、養成所入所試験に合格。同年5月27日に第121回選手候補生として入所した。
2022年1月17日と18日の2日間で養成所にて行われた第3回卒業認定記録会において、200mFD、400mFD、1000mTT全ての記録が養成所が定める最高基準を上回り、ゴールデンキャップを獲得。養成所での在所成績は、70人中32位。卒業後、アマチュア時代から練習を見てもらっていた縁もあり、同県所属で練習仲間でもある滝本幸正、小榑佑弥とともに加瀬加奈子に弟子入りを申し出て、加瀬の弟子となる。
2022年3月18日、競輪選手として登録された。4月5日に行われた養成所卒業記念レースでは、1回戦は2着であったが2回戦は4着となり予選敗退。
2022年4月30日、松戸FII「競輪ルーキーシリーズ2022」でデビューし4着。初勝利は翌5月1日。初優勝は地元開催であった同年7月5日の弥彦FII（完全優勝）。
2023年1月29日、京王閣FIIでツッパリ先行を見せ2着となったものの誘導員早期追い抜き（残り2周より前で誘導員追い抜き）により失格となり、向こう5月末まで3か月間あっせん停止の処分を受けた（6月2日からの小田原FIIで復帰）。
2025年2月9日、静岡FIで3場所連続優勝。翌10日付でS級2班に特別昇級した。
。